# Siliquosa

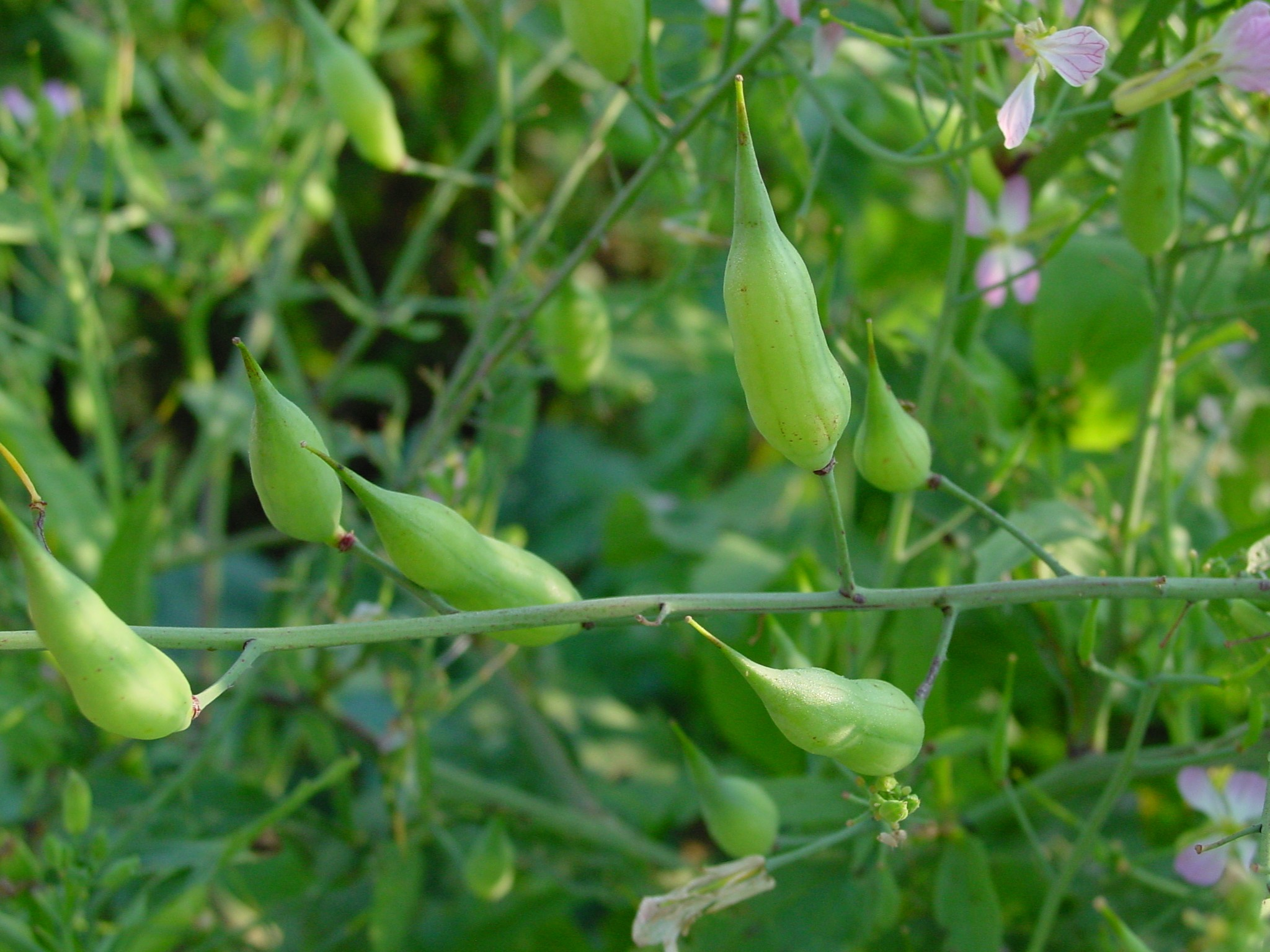
Síliquas da espécie Raphanus sativus

Em botânica, segundo o sistema de Linné, siliquosa  é uma das duas ordens de plantas pertencentes à classe tetradynamia.
As plantas desta ordem se caracterizam-se por formarem frutos secos deiscentes do tipo Síliqua. Apresentam também flores hermafroditas com seis estames livres, sendo quatro maiores e dois menores.
Gêneros: Dentaria, Cardamine, Sisymbrium, Erysimum, Cheiranthus, Hesperis, Arabis, Turritis, Brassica, Sinapis, Raphanus, Bunias, Isatis, Crambe, Cleome.